# Macrotrachela vesicularis
Macrotrachela vesicularis är en hjuldjursart som först beskrevs av Murray 1906.  Macrotrachela vesicularis ingår i släktet Macrotrachela och familjen Philodinidae. Arten är reproducerande i Sverige. Inga underarter finns listade i Catalogue of Life.